# Municipio Francisco del Carmen Carvajal
Francisco del Carmen Carvajal es uno de los 21 municipios que forman parte del Estado Anzoátegui, Venezuela. Está ubicado al noroeste de dicho estado, tiene una superficie de 125 km² y una población de 13.868 habitantes (censo 2023). El Municipio Carvajal está dividido en dos parroquias, Santa Bárbara y Valle de Guanape. Su capital es el poblado del Valle de Guanape.

## Historia
Tiene sus orígenes en la solicitud realizada el 1 de enero de 1928 por los habitantes de la Comisaría General de El Valle del Río Guanape, quienes pidieron a la Asamblea Legislativa del Estado Anzoátegui su elevación a la categoría de Municipio Foráneo. En sesión del 12 de enero de 1928, la petición fue aprobada, otorgándole el nombre de Carvajal en honor a dos héroes anzoatiguenses, aunque sus nombres no fueron especificados en el acta de 1928, lo que ha generado controversia con el paso del tiempo. Se presume que fueron Juan Carvajal y Francisco del Carmen Carvajal, aunque las investigaciones sobre su identidad continúan. 

### Primeros pobladores
Durante la época colonial, los indígenas Teserma, al resistirse a la evangelización, fueron desplazados por los colonizadores. Se refugiaron en el área conocida actualmente como La Torre, donde utilizaron las cavernas rocosas denominadas Refugio de los Tesermas para protegerse.
Según estudios de la Fundación La Salle, mencionados en el libro Los Cumanagotos y sus Vecinos, los Capuchinos Aragoneses fundaron en 1651 la misión San Salvador de Cocheima en una hondonada entre el río Huanapú y la quebrada Cangrejal, aunque fue abandonada al año siguiente. Posteriormente, los Teserma ocuparon el lugar y lo renombraron Cangrejal, un caserío que subsistió hasta mediados del siglo XX y que influyó en la denominación de la población actual.

### Evolución administrativa
El 12 de enero de 1928, se reconoció oficialmente como Municipio Carvajal, luego renombrado Valle de Guanape. En 1991, obtuvo autonomía al separarse del Municipio Bruzual, denominándose Municipio Carvajal, y finalmente, en 1995, recibió su actual nombre: Municipio Francisco del Carmen Carvajal.

### Población y migración
A lo largo de su historia, el municipio ha sido poblado por migrantes de distintas regiones de Venezuela y el extranjero, incluyendo personas provenientes de Siria y El Líbano. Entre los primeros pobladores registrados está Calazán López, quien llegó desde Píritu en 1867. A finales del siglo XIX y principios del siglo XX, también arribaron familias procedentes de Clarines, Guanape, San José de Guaribe, Altagracia de Orituco, San Rafael de Orituco y Lezama, contribuyendo al desarrollo del municipio.

## Geografía

### Organización parroquial
1. Valle de Guanape[3]
2. Santa Bárbara[3]

### Clima
| Parámetros climáticos promedio de Municipio Carvajal, según mediciones de sensores remotos (2000–2011) | Parámetros climáticos promedio de Municipio Carvajal, según mediciones de sensores remotos (2000–2011) | Parámetros climáticos promedio de Municipio Carvajal, según mediciones de sensores remotos (2000–2011) | Parámetros climáticos promedio de Municipio Carvajal, según mediciones de sensores remotos (2000–2011) | Parámetros climáticos promedio de Municipio Carvajal, según mediciones de sensores remotos (2000–2011) | Parámetros climáticos promedio de Municipio Carvajal, según mediciones de sensores remotos (2000–2011) | Parámetros climáticos promedio de Municipio Carvajal, según mediciones de sensores remotos (2000–2011) | Parámetros climáticos promedio de Municipio Carvajal, según mediciones de sensores remotos (2000–2011) | Parámetros climáticos promedio de Municipio Carvajal, según mediciones de sensores remotos (2000–2011) | Parámetros climáticos promedio de Municipio Carvajal, según mediciones de sensores remotos (2000–2011) | Parámetros climáticos promedio de Municipio Carvajal, según mediciones de sensores remotos (2000–2011) | Parámetros climáticos promedio de Municipio Carvajal, según mediciones de sensores remotos (2000–2011) | Parámetros climáticos promedio de Municipio Carvajal, según mediciones de sensores remotos (2000–2011) | Parámetros climáticos promedio de Municipio Carvajal, según mediciones de sensores remotos (2000–2011) |
| Mes | Ene.                                                                                                   | Feb.                                                                                                   | Mar.                                                                                                   | Abr.                                                                                                   | May.                                                                                                   | Jun.                                                                                                   | Jul.                                                                                                   | Ago.                                                                                                   | Sep.                                                                                                   | Oct.                                                                                                   | Nov.                                                                                                   | Dic.                                                                                                   | Anual                                                                                                  |
| --- | --- | --- | --- | --- | --- | --- | --- | --- | --- | --- | --- | --- | --- |
| Temp. máx. abs. (°C)                                                                                   | 38.6                                                                                                   | 40.5                                                                                                   | 44.2                                                                                                   | 43.5                                                                                                   | 44.4                                                                                                   | 37.9                                                                                                   | 33.1                                                                                                   | 31.6                                                                                                   | 33.2                                                                                                   | 36.2                                                                                                   | 34.5                                                                                                   | 34.7                                                                                                   | 44.4                                                                                                   |
| Temp. máx. media (°C)                                                                                  | 28.5                                                                                                   | 31.6                                                                                                   | 35.3                                                                                                   | 34.9                                                                                                   | 30.4                                                                                                   | 26.3                                                                                                   | 24.9                                                                                                   | 25.4                                                                                                   | 26.3                                                                                                   | 25.9                                                                                                   | 26.2                                                                                                   | 26.7                                                                                                   | 28.5                                                                                                   |
| Temp. media (°C)                                                                                       | 23.0                                                                                                   | 23.7                                                                                                   | 23.6                                                                                                   | 23.0                                                                                                   | 23.3                                                                                                   | 23.1                                                                                                   | 22.6                                                                                                   | 23.4                                                                                                   | 24.0                                                                                                   | 22.8                                                                                                   | 23.1                                                                                                   | 22.8                                                                                                   | 23.2                                                                                                   |
| Temp. mín. media (°C)                                                                                  | 21.2                                                                                                   | 21.6                                                                                                   | 21.7                                                                                                   | 22.2                                                                                                   | 22.0                                                                                                   | 21.2                                                                                                   | 21.0                                                                                                   | 21.4                                                                                                   | 21.5                                                                                                   | 21.7                                                                                                   | 21.6                                                                                                   | 21.3                                                                                                   | 21.5                                                                                                   |
| Temp. mín. abs. (°C)                                                                                   | 16.3                                                                                                   | 14.7                                                                                                   | 15.0                                                                                                   | 16.8                                                                                                   | 17.0                                                                                                   | 12.9                                                                                                   | 14.0                                                                                                   | 16.3                                                                                                   | 18.1                                                                                                   | 18.9                                                                                                   | 16.7                                                                                                   | 16.4                                                                                                   | 12.9                                                                                                   |
| Fuente: MOD11A2 MODIS/Terra Land Surface Temperature/Emissivity                                        | | | | | | | | | | | | | |

## Religión

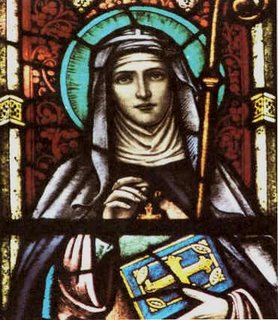
Santa Escolástica (Patrona de Valle Guanape).

A lo largo de la historia, los pueblos han contado con símbolos que los unen y les otorgan identidad. En el caso de Valle Guanape, en el Estado Anzoátegui, ese símbolo es Santa Escolástica, considerada la patrona de la lluvia y la reina de los corazones de la comunidad.
La historia de Santa Escolástica se remonta a Italia, donde nació junto a su hermano San Benito alrededor del año 480 y falleció en 547. Se conoce que fue una ferviente católica y mantenía una estrecha relación con su hermano, al punto de que en una ocasión, al rezar para que prolongara su visita, una inesperada lluvia permitió que su deseo se hiciera realidad. Desde entonces, Santa Escolástica es venerada especialmente por los agricultores alrededor del mundo.
En Valle Guanape, su devoción y celebración son manifestaciones contemporáneas de gran arraigo popular. Su imagen fue traída desde España en 1904 por Calazán López, y con el respaldo de Mejías Álvarez, fue proclamada patrona del Valle. Las festividades en su honor incluyen el novenario, la procesión por los sectores del pueblo, y el 10 de febrero, su fecha principal de celebración, cuando se realiza un tedeum, sesiones solemnes y ferias agropecuarias. Además, nunca faltan los toros coleados «El Samán de Oro» y los torneos de contrapunteo, eventos que hacen de Valle Guanape un lugar vibrante y lleno de tradición.

## Sistema hidrológico
El Embalse Guacamayal, una obra hidrológica construida en 1976, es la principal fuente de abastecimiento de agua potable para las poblaciones de Valle Guanape, Las Chaguaramas, Las Cruces y Navarro, así como para los habitantes de Guanape, en el Municipio Bruzual.
El agua de la represa es dirigida a la planta procesadora de agua potable, ubicada en El Placer, cuya administración está a cargo de la Cooperativa Guacamayal, en colaboración con la Hidrológica del Caribe (Hidrocaribe).
Junto al embalse, gracias a una válvula de la represa, se han formado piscinas naturales, las cuales conforman el Parque Recreativo Guacamayal, un espacio destinado al disfrute y recreación de la comunidad.

## Política y gobierno

### Alcaldes
| Período                            | Alcalde                | Partido político / Alianza | % de votos | Notas |
| ---------------------------------- | ---------------------- | -------------------------- | ---------- | --- |
| 1992 - 1995                        | Ángel Federico Peispan | AD                         | 45,94      | Primer alcalde bajo elecciones directas |
| 1995 - 2000                        | Octavio Romero         | MAS                        | -          | Segundo alcalde bajo elecciones directas (se realizaron elecciones generales adelantadas en el 2000 debido a la aprobación de la Constitución de 1999) |
| 2000 - 2004                        | Octavio Romero         | LCR                        | 58,30      | Reelecto |
| 2004 - 2008                        | Franklyn Guillen       | MVR                        | 47,62      | tercer alcalde bajo elecciones directas |
| 2008 - 2013                        | Franklyn Guillen       | PSUV                       | 54,62      | Reelecto (se postergan 1 año las elecciones municipales pautadas para finales del 2012)                                                                |
| 2013 - 2017                        | Franklyn Guillén       | PSUV                       | 55,91      | Reelecto |
| 2017 - 2021                        | Franklyn Guillén       | PSUV                       | 55,19      | Reelecto |
| 2021 - 2025                        | Franklyn Guillén       | PSUV                       | 45,96      | Reelecto |
| Fuente: Consejo Nacional Electoral |                        |                            |            | |

### Concejo municipal
Periodo 2021 - 2025
| Concejales:       | Partido político / Alianza |
| ----------------- | -------------------------- |
| Yosmel Díaz       | PSUV                       |
| Nelida Amaricua   | PSUV                       |
| Zeneida Landaeta  | PSUV                       |
| Douglas Quilimaco | PSUV                       |
| Carmen Rebolledo  | PSUV                       |
| Livia Orocopey    | MUD                        |
| Maria Ruiz        | MUD                        |